# NGC 5101
NGC 5101 est une vaste galaxie lenticulaire située dans la constellation de l'Hydre. Sa vitesse par rapport au fond diffus cosmologique est de 2 165 ± 221 km/s, ce qui correspond à une distance de Hubble de 31,9 ± 2,3 Mpc (∼104 millions d'al). NGC 5101 a été découverte par l'astronome germano-britannique William Herschel en 1786.

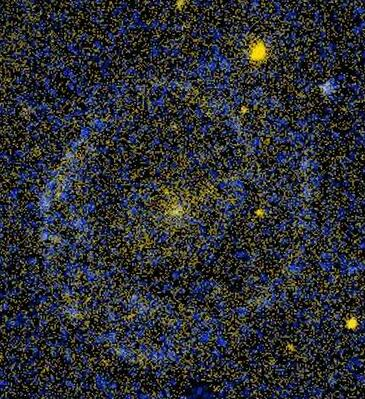
NGC 5101 en ultraviolet par GALEX.

NGC 5101 présente une large raie HI.
En raison d'une brillance de surface égale à 14,19 mag/am2, on peut qualifier NGC 5101 de galaxie à faible brillance de surface (LSB en anglais pour low surface brightness). Les galaxies LSB sont des galaxies diffuses (D) avec une brillance de surface inférieure de moins d'une magnitude à celle du ciel nocturne ambiant.
Selon une étude publiée en 2002, NGC 5101 est une galaxie anémique en raison de son faible taux de formation d'étoiles.
À ce jour, trois mesures non basées sur le décalage vers le rouge (redshift) donnent une distance de 17,233 ± 8,997 Mpc (∼56,2 millions d'al), ce qui est à l'extérieur des valeurs de la distance de Hubble. Puisque cette galaxie est relativement rapprochée du Groupe local, cette distance est peut-être plus près de sa distance réelle que la distance de Hubble. Notons que c'est avec la valeur moyenne des mesures indépendantes, lorsqu'elles existent, que la base de données NASA/IPAC calcule le diamètre d'une galaxie et en conséquence, le diamètre de NGC 5101 pourrait atteindre 85,1 kpc si on utilisait la distance de Hubble pour le calculer.

## Morphologie
NGC 5101 a été utilisée par Gérard de Vaucouleurs comme une galaxie de type morphologique (R1R2')SB(rs)a dans son atlas des galaxies,.
Eskridge, Frogel et Pogge ont publié un article en 2002 décrivant la morphologie de 205 galaxies spirales ou lenticulaires rapprochées. Les observations ont été réalisées dans la bande H de l'infrarouge et dans la bande B (le bleu). Selon Eskridge et ses collègues, NGC 5101 est de type  (R)SB(r)0/a dans la bande B et de type  (R)SB0/a dans la bande H. NGC 5101 présente une source nucléaire ponctuelle intégrée dans un grand bulbe luminuex circulaire. Aux isophotes plus faibles le bulbe devient elliptique et il est fileté par une mince barre bien bisible. Des anses se trouvent aux extrémités de la barre et l'ensemble forme la base d'une anneau spirale. Il n'existe aucune preuve de formation d'étoiles ou de structure dans le disque de NGC 5101.

## Supernova
La supernova SN 1986B a été découverte dans NGC 5101 le 13 février 1986 par Bruno Leibundgut et Alastair G. W. Cameron de l'Observatoire de Las Campanas. Cette supernova était de type IIn.

## Groupe de NGC 5061
NGC 5101 est une galaxie brillante dans le domaine des rayons X et elle fait partie du groupe de NGC 5061. Selon un article publié par Sengupta et Balasubramanyam en 2006, le groupe de NGC 5061 compte au moins 10 galaxies qui brillent dans le domaine des rayons X. Les neuf autres galaxies sont  NGC 5061, NGC 5078, ESO 508-39, IC 879, IC 874, ESO 508-51, IC 4231, ES0 508-59 et ESI 508-34.
Ce même groupe est aussi mentionné dans un article publié par A.M. Garcia en 1993 et il comprend aussi 10 galaxies, mais ESO 508-59 ne fait pas partie de la lise et la galaxie NGC 5085 y apparait. Cette dernière ne brille pas dans le domaine des rayons X. En ajoutant cette galaxie à la liste de Sengupta et Balasubramanyam, on obtient un groupe de 11 galaxies.